# No sé qué hacer contigo
No sé qué hacer contigo es el cuarto álbum que publicó la banda de rock Barricada en 1987. Fue editado por Polygram, que censuró la canción «Bahía de Pasaia», en la que se denunciaban las muertes de cuatro miembros de los Comandos Autónomos Anticapitalistas en una emboscada policial ocurrida en Pasajes en marzo de 1984.

## Lista de canciones
1. Todos mirando - 3:22
2. Sabes hablar bien (con tesón) - 2:46
3. Con el izquierdo - 3:06
4. De refilón - 3:02
5. En la esquina del zorro - 3:22
6. Tu condición - 4:10
7. No sé qué hacer contigo - 3:37
8. A toda velocidad - 2:41
9. Una lata de gasolina - 2:00
10. Tentando a la suerte - 2:52

## Créditos
- Enrique Villarreal, El Drogas: voz en "Todos mirando", "Con el izquierdo", "No sé que hacer contigo" y "Tentando a la suerte", bajo y coros.
- Javier Hernández, Boni: voz, guitarra y coros.
- Alfredo Piedrafita: guitarra y coros.
- Fernando Coronado: batería.